# Lothar Leder
Lothar Leder (Worms, 3 maart 1971) is een Duits triatleet. Hij was de eerste persoon die de hele Ironman binnen acht uur voltooide. Dit presteerde dit bij de Ironman Europe in Roth in 1996. Deze wedstrijd, die in het begin Challenge Roth heette, schreef hij vijfmaal op zijn naam (1996, 2000, 2001, 2002 en 2003). Ook nam hij verschillende keren deel aan de Ironman Hawaï. Zijn beste prestatie boekte hij in zowel 1997 als 1998 met een derde plaats.
Lothar woont in Darmstadt en is getrouwd met de triatlete Nicole Leder. Hij heeft een sportwinkel met een filiaal in Darmstadt en Frankfurt samen met voormalig profwielrenner Holger Loew.

## Palmares

### triatlon
- 1993: 14e Ironman Hawaï - 8:37.25
- 1994:  WK lange afstand in Nice - 6:00.18
- 1994: 6e Ironman Hawaï - 8:39.26
- 1995:  Ironman Europe in Roth
- 1995: 6e WK olympische afstand in Cancún - 1:50.19
- 1995: 8e Ironman Hawaï - 8:34.06
- 1996:  Ironman Europe in Roth - 07:57:21
- 1996: 18e Ironman Hawaï - 8:45.55
- 1997:  Ironman Europe in Roth
- 1997:  Ironman New Zealand
- 1997: 17e WK olympische afstand in Perth - 1:51.19
- 1997:  Ironman Hawaï - 8:40.30
- 1998:  Ironman Europe in Roth
- 1998:  Ironman Hawaï - 8:32.57
- 1999:  Ironman Florida - 8:26.27
- 1999: 14e WK olympische afstand in Montreal - 1:46.19
- 1999: DSQ Ironman Hawaï
- 2000:  Ironman Europe in Roth
- 2000: 16e WK olympische afstand in Perth - 1:52.42
- 2000: 4e Ironman Hawaï
- 2001:  Ironman Europe in Roth
- 2001:  Ironman South Africa
- 2001:  Ironman Malaysia - 8:47.25
- 2001:  Ironman Germany - 8:10.39
- 2001: 5e Ironman Hawaï - 8:49.49
- 2002:  Ironman Germany - 8:21.31
- 2002:  Challenge Roth
- 2002:  Ironman Brasil
- 2002:  Ironman Malaysia - 8:26.00
- 2002: 37e Ironman Hawaï - 9:11.12
- 2003:  Challenge Roth
- 2003:  Ironman Japan - 8:44.58
- 2003: 15e Ironman Hawaï - 8:41.49
- 2004:  Ironman Hawaï - 8:37.00
- 2005:  Siegerland-Cup
- 2005: 82e Ironman Hawaï - 9:14.39
- 2005: 12e Ironman Western Australia - 9:00.12
- 2006:  Cologne Classic
- 2006:  München-Triathlon
- 2006: DNF Ironman Florida
- 2007: 11e Ironman Malaysia - 9:18.06
- 2007: 10e Ironman Germany - 8:43.55
- 2007: 11e Ironman Arizona - 9:04.09
- 2007: 31e Ironman 70.3 Monaco - 4:39.07
- 2009: 9e Ironman UK - 9:23.39
- 2009: 13e Ironman Canada - 9:10.51
- 2009: 6e Ironman Mexico - 9:00.19